# Зелиньский, Адриан
А́дриан Э́двард Зели́ньский (пол. Adrian Edward Zieliński; род. 28 марта 1989 в Накло-над-Нотецью) — польский штангист, олимпийский чемпион 2012 года в в категории до 85 кг, чемпион мира. Старший брат Томаша Зелиньского.
С начала своей карьеры представляет цвета клуба Тарпан (Мроча). В 2009 стал чемпионом Европы и мира среди молодежи. Победил на Универсиаде 2010 года. Наивысшим достижением являются золотая медаль на Олимпийских играх 2012 года, а также золотая медаль на чемпионате мира 2010 года и бронзовая медаль на чемпионате мира 2011 года в двоеборье в категории до 85 кг.
Награждён офицерским крестом ордена Возрождения Польши (2013) и Золотым Крестом Заслуги (2010).